# James Delaney
James Keziah Delaney es un personaje ficticio de la serie de BBC y FX, Taboo (2017) interpretado por Tom Hardy.

## Antecedentes
James regresa a Londres en 1814, tras 10 años en África, para el funeral de su padre Horace Delaney, envuelto de misterio y precedido por rumores salvajes. Un Londres que vive en la época de Periodo Regencia, que a pesar de ser una época liberal, las clases bajas son azotadas por los ricos, la corrupción está en auge, llegando desde la burguesía hasta la Corona. Pero para Delaney, la parte que le interesa es el avance del imperialismo frente a los nativos de la Isla de Nootka, a la que plantará cara con dirigiendo su propia compañía, la Delaney Nootka Company.

## Apariencia y personalidad
James es un Londinense burgués excabo de la Compañía Británica de las Indias Orientales, aventurero, enigmático y misterioso, con un fanatismo por la violencia y la rebeldía. Durante su formación en la Compañía, James demostró ser un destacado cadete, experto en todo tipo de armas, luchas y supervivencia.
James es un hombre de aproximadamente treinta años de edad, con una figura proporcionada, un rostro con cicatrices y ojos azules. James tiene varios tatuajes tribales en todo su cuerpo, realizados en su estancia en África.